# Nguyễn Phúc Hồng Thiết
Nguyễn Phúc Hồng Thiết (chữ Hán: 阮福洪蔎; 1848 – 1937), tự Lục Khanh (陸卿), hiệu Liên Nghiệp Hiên (連業軒), Pháp danh Thanh Thiện (青善) là một hoàng thân nhà Nguyễn và là một thi sĩ, một nhà sử địa học có tiếng của thời đó.

## Tiểu sử
Công tử Hồng Thiết 洪蔎, là con trai thứ 18 của Hoàng tử Tuy Lý vương Miên Trinh;  绥理王 綿寊 mẹ ông là chánh thất Phạm Thị Thìn 范氏辰, con gái của Đức tả quân Phạm Văn Điển. Người Huế thường gọi ông là “Mệ Hường Thiết”. Ngoài ra, ông còn được gọi là Tiểu Thảo Hồng Thiết. 小草洪蔎.
Dưới thời vua Đồng Khánh trị vì, ông giữ chức Hàn Lâm Viện kiểm thảo, tham gia cùng với danh thần Hoàng Hữu Xứng phụ trách việc biên soạn “Đại Nam Quốc cương giới vựng biên”.
Ông được đổi sang làm Biên tu ở Quốc Sử Quán vào triều Thành Thái, thăng Tá lý bộ Hình rồi bổ nhiệm làm Án sát sứ Quảng Nam, sau đổi Bố chánh tỉnh Bình Thuận[1].
Năm 1911, dưới triều vua  Duy Tân, ông về kinh, giữ chức Thị lang bộ Công. Vì bất mãn với chính sự nên về hưu, sống tại Vỹ Dạ với hàm Tham tri bộ Lễ.
Cụ Hồng Thiết mất năm 1937, an táng tại làng Dương Xuân Hạ, huyện Hương Thủy (gần chùa Thiên Hòa, Thủy Xuân, Huế), thọ 90 tuổi.

## Tác phẩm
Công tử Tiểu Thảo - Hồng Thiết cùng với anh mình là Tuy Lý Quận công Hồng Nhĩ (con trai thứ 8 của Tuy Lý vương) soạn tập “Việt sử diễn nghĩa tứ tự ca”, là truyện thơ về lịch sử Việt Nam kể từ thời Hồng Bàng).
Ông là tác giả bức “Đại Nam Lịch Đại Long Phi Đồ”(大南歷代龍飛圖) khắc năm Đồng Khánh thứ 3 (1888), bao gồm trên 1000 chữ Hán, viết trên mình một con Rồng uốn lượn trong mây, đầu hướng ra biển, mắt trợn, bờm dựng, miệng há rộng, đuôi xòe rộng, móng cong vút, mỗi vảy Rồng là một chữ Hán viết sắc sảo, nét chữ rất đẹp. Trong đó ghi tất cả biến cố lịch sử từ Kinh Dương Vương đến đời vua Minh Mệnh, dọc thân Rồng.
Ông đã khắc bức “Đại Nam Quốc toàn đồ” vào năm 1890 thể hiện tương đối toàn bộ lãnh thổ và lãnh hải Việt Nam "kéo dài từ Ải Nam Quan đến Mũi Cà Mau"[2] nhằm khẳng định chủ quyền đất nước. Mộc bản này năm 2011 đã được đề nghị xét phong Bảo vật quốc gia và hiện đang lưu giữ tại Bảo tàng Thành phố Hồ Chí Minh.
Ngoài ra, ông còn để lại một số tác phẩm. Về thơ có tập “Liên Nghiệp Hiên tập”, về văn có “Luân lý đồ thuyết”[3].
Khi chưa ra làm quan, vào năm Tự Đức thứ 34 (1881), “Mệ Hường Thiết” thường đi xem phong cảnh Huế để tìm nguồn thơ. Một hôm cùng với Thường Tín Huyện công (con của Thường Tín Quận vương Nguyễn Phúc Cự, hoàng tử thứ 11 của vua Gia Long), Quang Lộc Đại Phu Lê Cơ đã về hưu và các bà phu nhân của các ông, họ lên núi Ngự Bình du xuân[3].
Đi ngang am cỏ hoang tàn, tường thành đổ nát, đến gần xem mới biết đó là ngôi Viên Thông Cổ Tự. Cả nhóm bèn cùng nhau chung sức và quyên góp tiền bạc trong khách thập phương, đứng ra sửa sang, mua sắm đồ thờ tự trang nghiêm. Khi mọi việc hoàn tất, ông đã soạn bài văn khắc vào bia đá “Trùng tu Viên thông tự bi”, hiện còn phía trái vách sau chùa Viên Thông ngày nay[3].

## Gia quyến
- Thân phụ:  Tuy Lý vương Nguyễn Phúc Miên Trinh, thụy là Đoan Cung
- Thân mẫu: Tuy Lý Vương phi (Nguyên Cơ) Phạm Thị Thìn.
Thất thiếp
- Chánh thất: Ngô Thị Cặn (1849 – 10 tháng 10, 1938), thọ 90 tuổi, táng tại làng Dương Xuân Thượng[4], gần chùa Thiên Hòa. Pháp danh: Thanh Thái
- Thứ thất: Nguyễn Thị Huệ, mẹ của Ưng Bình Thúc Giạ Thị. Bà cũng là nhà thơ có nhiều bài nổi tiếng trong tao đàn xứ Huế như bài “Nhớ quê”, Thượng cầm hạ thú”, “Xuất gia”[3].
- Thứ thất: Phạm Thị Liên, pháp danh Như Hường
- Thứ thất: Hồ Thị Cần, pháp danh Tâm Tín
- Thứ thất: Nguyễn Thị Thanh, pháp danh Như Thái
- Thứ thất: Lê Thị Em
- Thứ thất: Trần Thị Mai, pháp danh Tâm Dung
Hậu duệ
Con trai: cụ Hồng (Hường) Thiết có 16 con trai, các vị này có biệt hiệu mang chữ Thúc, như sau:
- Nguyễn Phúc Ưng Phủ (mất sớm)
- Nguyễn Phúc Ưng Bình,  hiệu là Thúc Giạ Thị (菽野氏), con bà Nguyễn Thị Huệ. Là một nhà thơ rất có tiếng. Có con gái là nhà thơ Tôn Nữ Hỷ Khương.
- Nguyễn Phúc Ưng Tôn, hiệu là Thúc Thuyên (1877 – 1935), con bà Ngô Thị Cặn. Là thân phụ của cố Thủ tướng Nguyễn Phúc Bửu Lộc[5].
- Nguyễn Phúc Ưng Loại, hiệu là Thúc Đồng
- Nguyễn Phúc Ưng Dự (1882 – 1975), tự Hoài Sơn, hiệu là Thúc Nguyễn và Di Sơn. Tác phẩm chính: Hoài Sơn thi tập; Âm nhạc luận lược, đặc biệt là ấn phẩm “Kim Vân Kiều (Đại Toàn Chú Tích Dẫn Giải Đính Chính)”[6].
- Nguyễn Phúc Ưng Lỵ
- Nguyễn Phúc Ưng Giảng
- Nguyễn Phúc Ưng Hồi,  hiệu là Thúc Phương
- Nguyễn Phúc Ưng Hạ, hiệu là Thúc Liêm, là chủ hiệu sách Ưng Hạ nổi tiếng ở Huế. Có con dâu là nhà điêu khắc Điềm Phùng Thị (bà Nguyễn Phúc Bửu Điềm).
- Nguyễn Phúc Ưng Thiệp, hiệu là Thúc Kỳ
- Nguyễn Phúc Ưng Tiến, hiệu là Thúc Cử
- Nguyễn Phúc Ưng An, hiệu là Thúc Dật
- Nguyễn Phúc Ưng Hòa, hiệu là Thúc Hiệp
- Nguyễn Phúc Ưng Gia, hiệu là Thúc Kiệm
- Nguyễn Phúc Ưng Trung, hiệu là Thúc Đoan
- Nguyễn Phúc Ưng Trí, hiệu là Thúc Đại. Từng làm Chủ tịch Ủy ban nhân dân cách mạng thị xã Thuận Hóa đầu tiên sau Cách mạng Tháng Tám 1945[1].
Con gái: cụ Hồng Thiết có 16 con gái
- Công Tôn Nữ Ý Tích [4]
- Công Tôn Nữ Chánh Thỉ [4]
- Công Tôn Nữ Cửu Trúc
- Công Tôn Nữ Sách Đào
- Công Tôn Nữ Giác Duyên
- Công Tôn Nữ Thị Tri
- Công Tôn Nữ Chánh Tín. Có con trai là bác sĩ Phạm Ngọc Thạch.
- Công Tôn Nữ Thục Vấn
- Công Tôn Nữ Hậu Tứ [4], vợ của Thượng thư Nguyễn Thúc Dinh [4].
- Công Tôn Nữ Khẳng Đàn
- Công Tôn Nữ Tịnh Hảo [4]
- Công Tôn Nữ Diệu Phẩm[4], vợ của Đổng lý Ngự tiền văn phòng Phạm Khắc Hòe [4]. Có con trai là nguyên Tổng giám đốc đài Truyền hình Việt Nam Phạm Khắc Lãm, có con gái là đạo diễn sân khấu Phạm Thị Thành.
- Công Tôn Nữ Phùng Xuân [4]
- Công Tôn Nữ Phẩm Đạt
- Công Tôn Nữ Hiệp Văn [4], pháp danh: Như Tư
- Công Tôn Nữ Hy Thượng [4]